# Marco Vergnani
Marco Vergnani (Imola, 13 juli 1969) is een Italiaans voormalig wielrenner.

## Belangrijkste overwinningen
1999
- 6e etappe Ronde van Portugal

## Resultaten in voornaamste wedstrijden
| Jaar | Ronde van Italië | Ronde van Frankrijk | Ronde van Spanje |
| ---- | ---------------- | ------------------- | ---------------- |
| 1996 | 40e              |                     |                  |
| 1997 | 55e              |                     |                  |
| 2000 | 54e              |                     |                  |

| Jaar | Milaan-San Remo |
| ---- | --------------- |
| 1996 | 143e            |
| 1997 |                 |
| 2000 |                 |

Baronti · 
Bossoni · 
Colombo · 
Colonna ·
Di Biase ·
Di Luca ·
Di Renzo ·
Gasperoni ·
Gentili · 
Giabbecucci ·
Giunti ·
Marzoli ·
Masciarelli · 
Massi ·
Mondini ·
Negrini ·
Pepoli ·
Pierdomenico · 
Piovaccari · 
Scotti ·
Sgambelluri · 
Tonti · 
Trenti ·
Vergnani ·
Astolfi (stagiair) ·
Pospjejev (stagiair)